# 1928 County Championship
Navigation
Édition précédente Édition suivante
Le 1928 County Championship fut le trente-cinquième County Championship. Le Lancashire a remporté son cinquième titre de champion et le troisième de façon consécutive.
Ce serait la dernière instance où le championnat a été décidé en calculant le pourcentage de points gagnés par rapport aux points possibles disponibles.

## Classement
| Equipe           | Pld | W  | L  | DWF | DLF | NR | Pts | %Fin  |
| ---------------- | --- | -- | -- | --- | --- | -- | --- | ----- |
| Lancashire       | 30  | 15 | 0  | 9   | 3   | 3  | 186 | 77.50 |
| Kent             | 30  | 15 | 5  | 8   | 1   | 1  | 167 | 69.58 |
| Nottinghamshire  | 31  | 13 | 3  | 9   | 5   | 1  | 168 | 67.96 |
| Yorkshire        | 26  | 8  | 0  | 8   | 7   | 3  | 137 | 65.86 |
| Gloucestershire  | 28  | 9  | 6  | 9   | 0   | 4  | 133 | 59.37 |
| Surrey           | 25  | 5  | 3  | 10  | 6   | 1  | 112 | 56.00 |
| Sussex           | 30  | 12 | 8  | 4   | 6   | 0  | 134 | 55.83 |
| Middlesex        | 24  | 6  | 5  | 7   | 5   | 1  | 102 | 53.17 |
| Leicestershire   | 28  | 6  | 4  | 6   | 11  | 1  | 115 | 51.33 |
| Derbyshire       | 25  | 6  | 6  | 4   | 7   | 2  | 97  | 48.50 |
| Warwickshire     | 28  | 3  | 6  | 10  | 7   | 2  | 103 | 45.98 |
| Hampshire        | 28  | 5  | 7  | 5   | 11  | 0  | 98  | 43.75 |
| Northamptonshire | 28  | 7  | 13 | 3   | 5   | 0  | 86  | 38.37 |
| Somerset         | 23  | 4  | 11 | 3   | 5   | 0  | 62  | 33.69 |
| Glamorgan        | 24  | 2  | 9  | 1   | 10  | 2  | 59  | 30.72 |
| Essex            | 28  | 2  | 13 | 5   | 6   | 2  | 67  | 29.91 |
| Worcestershire   | 30  | 0  | 19 | 2   | 8   | 1  | 38  | 15.83 |